# ナアマ (悪魔)
ナアマ（NaamahまたはNa'amah、ヘブライ語: נַעֲמָה「楽しい」「愉快な」を意味する）は、ユダヤ教のカバラ（ユダヤ教神秘主義）の基礎的な著作であるゾーハルに記述されている女悪魔である。

## 背景
『旧約聖書』の「創世記」に名が登場する唯一の独身女性ナアマ（レメクとチラの娘）を、誘惑者、悪女とするユダヤ教のラビによる否定的な解釈の系譜にある。ユダヤ教のミドラシュ（聖書の解釈が書かれた文献）では、レメクとチラの娘ナアマをノアの妻とし（聖書に根拠なし）、世界一の美女と讃える一方、人々を音楽で偶像崇拝に誘い込む誘惑者と否定的に解釈した。
こうしたミドラシュにおける否定的解釈は、後代のミドラシュやカバラのゾーハルにも引き継がれ、ナアマは人間の男だけでなく天使・悪魔さえも誘惑する悪女と記述され、ナアマと天使シャマドンの交わりから悪魔界の王アスモデウスが生まれたともされた。

## 概要
後のカバラ文献では、ナアマは人間ではなく悪魔とされ、赤ん坊の首を絞め、睡眠中の男を誘惑して血を吸うとされた。ゾーハルにおいてナアマは、大天使サマエルの妻の一人として登場する。カインがアベルを殺害した後、アダムは130年間イヴから離れ、この間にリリスとナアマは彼を訪ねて、人類にとって疫病となる彼の悪魔の子供を産んだとされる（ゾーハル 3:76b-77a）。
ゾーハルの別の話では、ナアマは天使シェムハザとアザゼルを堕落させる。